# Dwight Morrow
 Dwight Whitney Morrow  (11 de enero de 1873-5 de octubre de 1931) fue un político, diplomático y empresario estadounidense quien también era el suegro de Charles A. Lindbergh. Fue embajador de Estados Unidos en México. Es conocido por su apoyo al presidente Plutarco Elías Calles en la Guerra Cristera, por la fundación  del Partido Nacional Revolucionario (PNR) antecesor del PRI y por haber donado los murales que Diego Rivera pintó en el Palacio de Cortés.

## Vida
Nacido en Huntington, Virginia Occidental, se trasladó con sus padres, James E. y Clara Morrow a Allegheny, Pensilvania en 1875. Su padre James, fue director de Marshall College, que ahora es la Universidad de Marshall. Después de graduarse de la Amherst College en 1895, estudió Derecho en la Escuela de Derecho de Columbia y comenzó a practicar en el bufete de abogados Simpson Thacher & Bartlett en la ciudad de Nueva York. En 1903, se casó con Elizabeth Cutter Morrow, su novia de la universidad, con quien tendría cuatro hijos. Anne Morrow, su hija, se casaría más tarde con Charles A. Lindbergh. En 1913, se asoció a J.P. Morgan & Co., el mayor y más potente banco comercial en los Estados Unidos en esa época, respaldando financieramente gigantes industriales como General Motors y 3M. Como socio de Morgan, se desempeñó como director de varias juntas corporativas y financieras.
Con el inicio de la Primera Guerra Mundial en Europa, el Banco prestó a Gran Bretaña y a Francia grandes sumas de dinero con el que compraron material de guerra en Estados Unidos. Cuando Estados Unidos se unió a la guerra, se convirtió en el director de la Comisión Nacional de Ahorro de Guerra del Estado de Nueva Jersey; sirvió en el extranjero como asesor del Consejo de Transporte Marítimo Aliado, como miembro de la Junta Militar de Suministro Aliada y como ayudante civil. Con sus talentos probados logísticos e intelectuales, fue trasladado a Francia e hizo su principal ayudante civil al General John J. Pershing.
Fue nombrado Embajador de Estados Unidos a México por el presidente Calvin Coolidge de 1927 a 1930. En 1927, invitó al famoso aviador Charles Lindbergh para una gira de buena voluntad en México. Su hija, Anne Morrow, fue presentada y se comprometió al poco tiempo con Lindbergh. En Cuernavaca, pueblo donde Morrow tenía una casa de fin de semana, a la que puso como nombre Mañana, contrató al artista mexicano Diego Rivera para pintar un mural en el interior del histórico Palacio de Cortés, una de las edificaciones más antiguas del país, y la más antigua de la época de la Nueva España.
Como embajador de Estados Unidos en México, Morrow fue el medio para traer ayuda del Departamento de Estado de los Estados Unidos en forma de armamentos y aviones para reforzar al gobierno de Plutarco Elías Calles contra la Iglesia, que ayudó a poner fin a la Guerra Cristera de 1926-1929, una sublevación en contra del gobierno anticatólico de Calles que buscaba atacar el cristianismo en México. Fuerzas de Calles utilizaron la violación y el pillaje, la tortura y el asesinato de los sacerdotes católicos, la profanación y destrucción de iglesias católicas, incluyendo conventos y bibliotecas de la época colonial con más de 200 años de antigüedad, todo en la persecución extrema de los católicos. Calles pretendía ser la estricta aplicación de las disposiciones anticlericales de la Constitución de México de 1917 y la expansión de nuevas leyes anticlericales, pero nada en la Constitución permitía a Calles tratar de destruir el cristianismo en México.
Morrow inició una serie de desayunos de trabajo con el presidente Calles, en los que los dos discutirán una serie de temas, desde la sublevación religiosa, al petróleo y el riego. Esto le valió el apodo de diplomático de los huevos con jamón en los periódicos estadounidenses. Morrow quería poner fin al conflicto de una vez para establecer la seguridad regional y para ayudar a encontrar una solución al problema de los intereses del petróleo de los EE. UU. Fue ayudado en sus esfuerzos de mediación por el Padre John J. Burke de la Conferencia Nacional Católica de Bienestar. El Vaticano también estaba demandando activamente por la paz.
Después del asesinato del nuevo presidente Álvaro Obregón, el Congreso nombró a Emilio Portes Gil como presidente interino en septiembre de 1928, lo que permite Morrow y Burke reanudar su iniciativa de paz. Portes Gil dijo a un corresponsal extranjero el 1 de mayo que "el clero católico, cuando lo desee, podrá renovar el ejercicio de sus ritos con una sola obligación, que respeten las leyes de la tierra".
Morrow logró reunir a las partes en guerra a un acuerdo el 21 de junio de 1929. Su oficina redactó un pacto llamado "Arreglos" que permitieron que el culto se reanudáse en México e hizo tres concesiones a los católicos: solo los sacerdotes que fueron nombrados por sus superiores jerárquicos estarían obligados a registrarse, se permitía la instrucción religiosa en las iglesias (pero no en las escuelas), y a todos los ciudadanos, incluidos los clérigos, se les permitiría hacer peticiones de reforma de las leyes.
En 1930 fue elegido como republicano al Senado de Estados Unidos para cubrir la vacante producida por la renuncia de Walter Evans Edge. Al mismo tiempo, fue elegido para el período completo que comenzaba el 4 de marzo de 1931. Sirvió en el Senado desde el 3 de diciembre de 1930 hasta su muerte en  Englewood, Nueva Jersey, el 5 de octubre de 1931.

## Muerte
Morrow fue uno de los hombres más ricos de Nueva Jersey. La muerte de Morrow el 12 de octubre de 1931, dentro de los 30 días anteriores a las próximas elecciones, permitió que el gobernador republicano Morgan Foster Larson designara a William Warren Barbour como el sucesor de Morrow en el Senado de EE. UU.
Morrow fue enterrado en el cementerio de Brookside en Englewood.
Morrow legó más de 1 millón de $ en asignaciones específicas, incluyendo 200,000 $ para Amherst College, 200,000 $ para la Universidad de Smith, 100,000 $ para la Institución Smithsonian y varios otros legados a familiares y amigos. Sus propiedades fueron valoradas en unos 10 millones de US $. Además, un fondo fiduciario de 1.000.000 $ se había establecido para Anne Morrow Lindbergh en 1929.
Documentos personales de Morrow están en manos de los Archivos y Colecciones Especiales de la Biblioteca Frost en Amherst College.

## Cultura popular
Dwight Morrow fue interpretado por Bruce Greenwood en la película de 2012 Cristiada ambientada en la Guerra Cristera.